# 罗伊·赫尔利
罗伊·伦纳德·赫尔利（英語：Roy Leonard Hurley，1922年8月12日—1993年10月14日），美国NBA联盟前职业篮球运动员。